# Ciclopentiazide
Il ciclopentiazide  è il principio attivo di indicazione specifica contro l'ipertensione

## Indicazioni
È utilizzato come medicinale in cardiologia contro lo scompenso cardiaco, ipertensione, e trattamento post infarto, e fuori dal reparto specialistico più in generale contro la formazioni di un edema.

## Controindicazioni
Malattia di Addison, ipocaliemia refrattaria, iponatriemia, iperucemia.

## Dosaggi
- Ipertensione, 250 ug al giorno (dose massima 500 ug al giorno)
- Scompenso cardiaco, 250-500 ug al giorno (dose massima 1 mg al giorno)
- Edema, 500 ug al giorno per brevi periodi

## Farmacodinamica
I diuretici favoriscono l'eliminazione del liquido in eccesso nella circolazione sanguigna, attraverso la riduzione del NaCI e diminuendo di conseguenza la massimale e il precarico.

## Effetti indesiderati
Alcuni degli effetti indesiderati sono ipotensione, cefalea, iponatremia, gotta, vertigini, nausea, impotenza, vomito, febbre, ipercalcemia, ipoglicemia, iperuricemia, affaticamento, ipotensione, rash.